# Jules Chabot de Bouin
Pour les articles homonymes, voir Chabot.
Nicolas Jules Chabot de Bouin, né le 5 septembre 1807 à Chef-Boutonne, où il est mort le 11 mars 1858, est un écrivain, romancier et dramaturge  français.

## Biographie
Il écrivit sous son nom et sous les pseudonymes de Jules Pecharel, Michel Morin et Octave de Saint-Ernest.
Ses pièces furent jouées sur les plus grandes scènes parisiennes comme au Théâtre des Variétés, au Théâtre de la Porte-Saint-Martin, au Folies dramatiques, à l'Ambigu-Comique, au Théâtre de la Renaissance, au Théâtre du Gymnase, au Théâtre de Madame, au Théâtre du Panthéon etc.

## Œuvres
Théâtre
- 1827 : La Marraine, comédie vaudeville en 1 acte, avec Lockroy et Eugène Scribe.
- 1829 : La Jeune Fille et la Veuve, comédie-vaudeville en 1 acte, avec Jean-François-Alfred Bayard.
- 1832 : La Mouche du mari, comédie-vaudeville en 1 acte, avec Philippe Dumanoir.
- 1832 : Le Fils du savetier, ou les Amours de Télémaque, vaudeville en 1 acte, avec Achille d'Artois.
- 1833 : La Quête des volailles, comédie-vaudeville en un acte.
- 1834 : La Vieille Fille, comédie-vaudeville en 1 acte, avec Bayard.
- 1836 : Les Deux Étoiles, ou les Petites Causes et les Grands Effets, vaudeville philosophique en 3 actes, avec Lubize.
- 1836 : Le Moutard des faubourgs, vaudeville en 1 acte [sous le nom de Jules Pécharel].
- 1837 : Giuseppo, drame en 5 actes, avec Auguste-Louis-Désiré Boulé.
- 1837 : Le Matelot à terre, croquis de marine en 1 acte, avec Jules-Édouard Alboize de Pujol.
- 1837 : Rita l'espagnole, drame en 4 actes, avec Boulé, Desnoyer et Eugène Sue.
- 1837 : Le Roi de carreau, vaudeville en 1 acte, avec Victor Masselin.
- 1838 : La Maîtresse d'un ami, comédie-vaudeville en 1 acte, avec Charles Desnoyer.
- 1838 : Adriane Ritter, drame en 5 actes.
- 1840 : Paula, drame en 5 actes, avec Boulé.
- 1841 : Le Beau-père, comédie-vaudeville, avec Eugène Cormon.
- 1841 : L'Hospitalité, vaudeville en 1 acte, avec Eugène Cormon.
- 1841 : Le Quinze avant midi, comédie-vaudeville en 1 acte, avec Eugène Cormon.
- 1843 : Les Naufrageurs de Kérougal, drame en 4 actes, avec Boulé et Déaddé Saint-Yves.
- 1844 : Jeanne, drame en 6 parties et 2 époques, avec Boulé et Louis-Nicolas Brette Saint-Ernest.
- 1846 : Vingt francs par jour, comédie-vaudeville en 2 actes, avec Eugène Cormon.
- 1851 : Henri le Lion, drame en 6 actes et 2 époques, avec Eugène Fillot [sous le nom d'Octave de Saint-Ernest]

Varia.
- 1833 : Le Gil Blas du théâtre, 2 vol., Paris, A.-J. Denain et Delamarre éditeurs [sous le nom de Michel Morin].
- 1834 : Élie Tobias, histoire allemande de 1516, 2 vol., Paris, Allardin libraire-éditeur.
- 1835 : Histoire de deux sœurs, 2 vol., Paris, Allardin libraire-éditeur.
- 1842 : Physiologie de la première nuit de noces, précédée d'une introduction philosophique, hygiénique et morale par Morel de Rubempré, Paris, Terry libraire-éditeur [sous le nom d'Octave de Saint-Ernest].
- 1846 : Nouvelle grammaire conjugale, ou Principes généraux didactiques, à l'aide desquels on peut conduire et dresser une femme, la faire marcher au doigt et à l’œil, la rendre souple comme un gant et douce comme un mouton, précédés de considérations sur l'amour, les femmes et le mariage, Paris, chez Terry libraire-éditeur (sous le nom d'Octave de Saint-Ernest).
- 1849 : Catéchisme napoléonien, contenant les principes professés en politique et en religion par Louis-Napoléon Bonaparte, président de la République, et un résumé de l'ancienne organisation de la France sous l'Empire, Paris, Vialat et Cie éditeurs [sous le nom de Michel Morin].